# Merdan Ghappar
Merdan Ghappar (uigurisch مردان غپار; chinesisch 麥爾丹·阿巴) ist ein chinesisches männliches Model. Er ist ein politischer Gefangener im Zusammenhang mit der gegenwärtigen Unterdrückung der Uiguren in China. Bekannt wurde Ghappar durch seinen Arrest in einem der chinesischen Umerziehungslager für Uiguren. Ghappar sendete Videomaterial und Textnachrichten aus seiner Zelle im Gefangenenlager an seine Familie, das u. a. zeigt, wie er mit Handschellen an das Bett gefesselt ist. Seine Familie gab das Material an die Presse. Seit Sommer 2020 ist sein Aufenthalt unbekannt.

## Kindheit und Ausbildung
Ghappar wurde in Kucha, Xinjiang, China, geboren. Er studierte Tanz an der Xinjiang Kunst Universität, bevor er 2009 nach Ostchina zog, wo er als Modemodel für das Onlineportal Taobao in Foshan arbeitete.

## Haft
Als Uigure riskierte Ghappar die Gefangennahme in einem der Umerziehungslager für Uiguren in Xinjiang. Er war gezwungen, seine uigurische Herkunft zu verbergen, und versuchte europäisch auszusehen. Als er ein Apartment kaufte, musste er den Namen eines Freundes verwenden, weil es nicht möglich war, mit einem uigurischen Namen eine Sicherheit zu leisten.
Ghappar lebte in Foshan bis zum 30. Juli 2018, als er wegen des Verkaufs von 5 Gramm Marijuana verhaftet wurde und dafür durch das Nanhai-Bezirksgericht von Foshan in der südchinesischen Provinz Guangdong verurteilt wurde. Seine Familie bestreitet die Verurteilung und seine Freunde protestierten mit der Begründung, dass diese Verurteilung inszeniert gewesen sei. Ghappar wurde zu 16 Monaten Gefängnis verurteilt und im November 2019 freigelassen. Im Dezember wurde ihm mitgeteilt, dass er zum Zwecke einer „Registrierung“ in die Provinz Xinjiang zurückzukehren habe. Es wurden Hinweise bekannt, dass keine weiteren Strafanzeigen gegen ihn vorlagen. Im Januar 2020 wurde er nach Xinjiang geflogen und in seine Heimatstadt Kucha gebracht, wo er in den Lagern verschwand. Seinem Onkel zufolge war der wahrscheinliche Grund für Ghappars Inhaftierung die Beteiligung von Ghappars Onkel an Protesten in Übersee gegen die chinesische Regierung.
Laut Ghappars später herausgeschmuggeltem Bericht wurde er mit anderen uigurischen politischen Gefangenen in eine Zelle gebracht, bevor er in eines der Umerziehungslager für Uiguren verlegt wurde. Ghappar beschrieb, wie er der Propaganda der chinesischen Regierung ausgesetzt war, von Wachen missbraucht wurde und andere Gefangenen hörte, die gefoltert wurden. Ursprünglich mit anderen Gefangenen zusammen untergebracht, war Ghappar immer noch inhaftiert, als die COVID-19-Pandemie die Verwaltung des Lagers zwang, Maßnahmen zur Eindämmung zu ergreifen, einschließlich der Messung der Temperaturen der Gefangenen, um sie auf COVID-19-Symptome zu testen. Als bei ihm erhöhte Temperatur festgestellt wurde, hatte dies eine Absonderung vom Hauptteil der Gefangenen zur Folge. Er bekam auch Zugang zu normalerweise eingeschränkten persönlichen Gegenständen, einschließlich seines persönlichen Telefons. Ghappar benutzte es, um seiner Familie eine Reihe von Textnachrichten zu senden, in denen die Bedingungen im Lager beschrieben wurden. Er drehte auch Videos von sich, von denen eines zeigte, wie er an sein Bett gefesselt worden war.
Ghappar konnte über mehrere Tage Botschaften senden. Seit dem 8. August 2020 ist nicht bekannt, wo Ghappar gefangen gehalten wird. In einem Anfang August veröffentlichten Fax behaupteten chinesische Behörden, Ghappar sei wegen des Risikos von Selbstverletzungen und aggressiver Aktionen gegen Polizisten festgenommen worden.

## Veröffentlichung
Ghappar schickte seine Nachrichten und Videos an seine Familie, die sie wiederum an seinen Onkel in den Niederlanden weiterleitete. Obwohl die Familie sich darüber im Klaren war, dass die Veröffentlichung seines Materials ihn in Gefahr bringen würde, entschied sie sich, sein Material an die Presse weiterzugeben. Professor James Millward von der Georgetown University übersetzte Ghappars Texte ins Englische.
Der Anthropologe Adrian Zenz wies darauf hin, dass Ghappars Informationen besonders wichtig seien, weil sie nachwiesen, dass die Umerziehungslager in Xinjiang immer noch betrieben werden.